# Rosina
Rosina (maďarsky Harmatos, do roku 1907 Roszina) je obec v okrese Žilina na Slovensku. V roce 2011 zde žilo 3 025 obyvatel.

## Poloha
Obec je situována ve východní části Žilinské kotliny, v údolí potoka Rosinka, asi 3 km jihovýchodně od města Žilina. Střed obce má nadmořskou výšku 400 m n. m. Katastr obce se nachází v mírně zvlněné rovinaté krajině a je zemědělský využíván.

## Dějiny
První písemná zmínka o osadě villa Rozyna pochází z roku 1341 a následně se vzpomíná dědičný rychtář Walter. V roce 1400 byla obec farností, ačkoli nejstarší písemný farní záznam je z roku 1514. Koncem 16. století měla Rozzina 28 domů, v roce 1828 již 63 domů a 684 obyvatel. První dřevěný kostel, který zřejmě nahradil kapli, si občané postavili v roce 1645. V letech 1685 až 1773 patřila obec jezuitskému řádu v Žilině, jehož členové zde jistý čas bydleli a přičinili se o výstavbu kaple svatého Josefa na Lipovci, která je nejstarší dochovanou památkou v obci. V roce 1779 byl postaven římskokatolický kostel sv. Kateřiny Alexandrijské, kaple Sedmibolestné Panny Marie na dolním konci byla postavena v roce 1903. Po zrušení jezuitského řádu patřila obec až do roku 1848 Strečňaskému panství.

### Památky
- Kaple svatého Josefa na Lipovci z roku 1730
- Římskokatolický Kostel sv. Kateřiny Alexandrijské z roku 1779
- Socha svatého Jana Nepomuckého

## Doprava
Obec je spojena se Žilinou silnicí III/2084, která přes Višňové a Turie pokračuje do Rajecké doliny. Dopravu obyvatel s městem zajišťuje autobusovými spoji SAD Žilina.

## Rodáci
Pavel Babík (26. ledna 1924, Rosina – 30. ledna 1953, Praha) – účastník protikomunistického odboje, popraven za velezradu.